# Alberto Padilla
Luis Alberto „Amaury” Padilla Velasco (ur. 17 listopada 1961 w Guadalajarze) – meksykański piłkarz występujący na pozycji pomocnika, reprezentant Meksyku, trener piłkarski.